# Quadrella siliquosa
Quadrella siliquosa är en kaprisväxtart som först beskrevs av Carl von Linné, och fick sitt nu gällande namn av Hugh Hellmut Iltis och Cornejo. Quadrella siliquosa ingår i släktet Quadrella och familjen kaprisväxter. Utöver nominatformen finns också underarten Q. s. linearifolia.